# 남섬

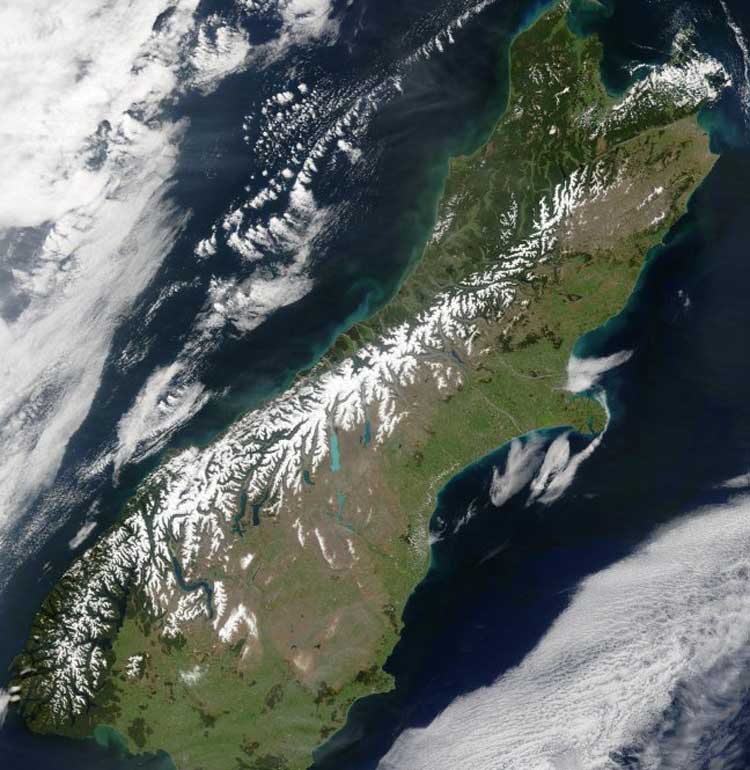
남섬의 위성 사진

남섬(영어: South Island, 마오리어: Te Wai Pounamu 테와이포우나무)은 뉴질랜드를 이루는 두 섬 중 하나이다. 면적 150,737km2로 세계에서 12번째로 큰 섬이다. 북섬과는 폭 23km의 쿡 해협을 사이에 두고 있다.
서쪽 기슭을 따라 서던알프스산맥이 발달해 있으며, 3,754 m의 쿡산이 가장 높다.
2010년 규모 7.2의 강진으로 인해, 비상사태가 선포되었다.

## 남섬의 행정구역
- 캔터베리 지방(Canterbury)
- 말버러 지방(Marlborough)
- 넬슨 지방(Nelson)
- 오타고 지방(Otago)
- 사우스랜드 지방(Southland)
- 타스만 지방(Tasman)
- 웨스트코스트 지방(West Coast)

## 남섬의 도시
- 애슈버턴 (Ashburton)
- 알렉산드라 (Alexandra)
- 인버카길 (Invercargill)
- 웨스트포트 (Westport)
- 오마라마(Omarama)
- 오아마루(Oamaru)
- 카이코우라(Kaikoura)
- 퀸스타운(Queenstown)
- 크라이스트처치 (Christchurch)
- 그레이마우스 (Greymouth)
- 더니딘(Dunedin)
- 테아나우(Te Anau)
- 팀아루(Timaru)
- 넬슨(Nelson)
- 핸머스프링스(Hanmer Springs)
- 블레넘 (Blenheim)
- 호키티카 (Hokitika)
- 메스번 (Methven)
- 와나카 (Wanaka)

## 교육
- 링컨 대학교
- 캔터베리 대학교 (크라이스트처치)
- 오타고 대학교 (더니딘)

## 같이 보기
- 북섬
- 뉴질랜드의 행정 구역
- 뉴질랜드의 국립공원
- 뉴질랜드의 빙하